# Overtoom 249-253 (Amsterdam)
Overtoom 249-253, Amsterdam is een gebouwencomplex aan de Overtoom in Amsterdam-West.

## Geschiedenis
De Overtoom als Overtoomsche Vaart was eeuwenlang een van de radiaal (water)wegen vanuit Amsterdam richting het (zuid)westen. Wanneer de vaart rond 1903 gedempt wordt is er alleen nog het wegverkeer over, maar de straat werd in de eeuw na demping een steeds belangrijker wordende verbinding tussen Amsterdam-Centrum en Amsterdam-West, Amsterdam Nieuw-West. Gedurende al die tijd werd er gebouwd, gesloopt en opnieuw gebouwd aan de vaart/straat.

## Gebouw
Binnen die continue ontwikkeling werd in april 1884 een aanbesteding uitgeschreven voor de bouw van een drietal aaneengebouwde woonhuizen op de hoek van de Overtoom en de H.G. Kosterstraat. Voor de deur lagen tramrails van de Amsterdamsche Omnibus Maatschappij als ook de Kosterbrug, een ophaalbrug over de vaart. Inlichtingen konden ingewonnen worden bij de architect Eduard Cuypers. Opdrachtgever was J.F. Herbschleb, aldus de bouwtekening van Cuypers. Hij ontwierp een bijna symmetrisch complex in de eclectische stijl waarbij bijvoorbeeld boven de niet symmetrisch geplaatste toegangen kleine frontonss zijn toegepast in de stijl van de negentiende eeuwse Hollandse renaissance. Het gebied rondom het gebouw was nog gesitueerd binnen de gemeente Nieuwer-Amstel. Nieuwer-Amstel was overigens hier pas aan het bouwen; de H.G. Kosterstraat was pas in 1880 benoemd, naar een bouwondernemer werkzaam in de buurt. Voordat de Overtoomsche Vaart in 1903 gedempt werd, was het gebied in 1896 geannexeerd door gemeente Amsterdam, die de dwarsstraat herbenoemde in de Gerard Brandtstraat.
Na de oplevering is er weinig met de panden gebeurd; ze dienen ook in 2021 nog tot woonhuizen en kantoor. Op 16 december 2008 werd het complex tot gemeentelijk monument verklaard.  

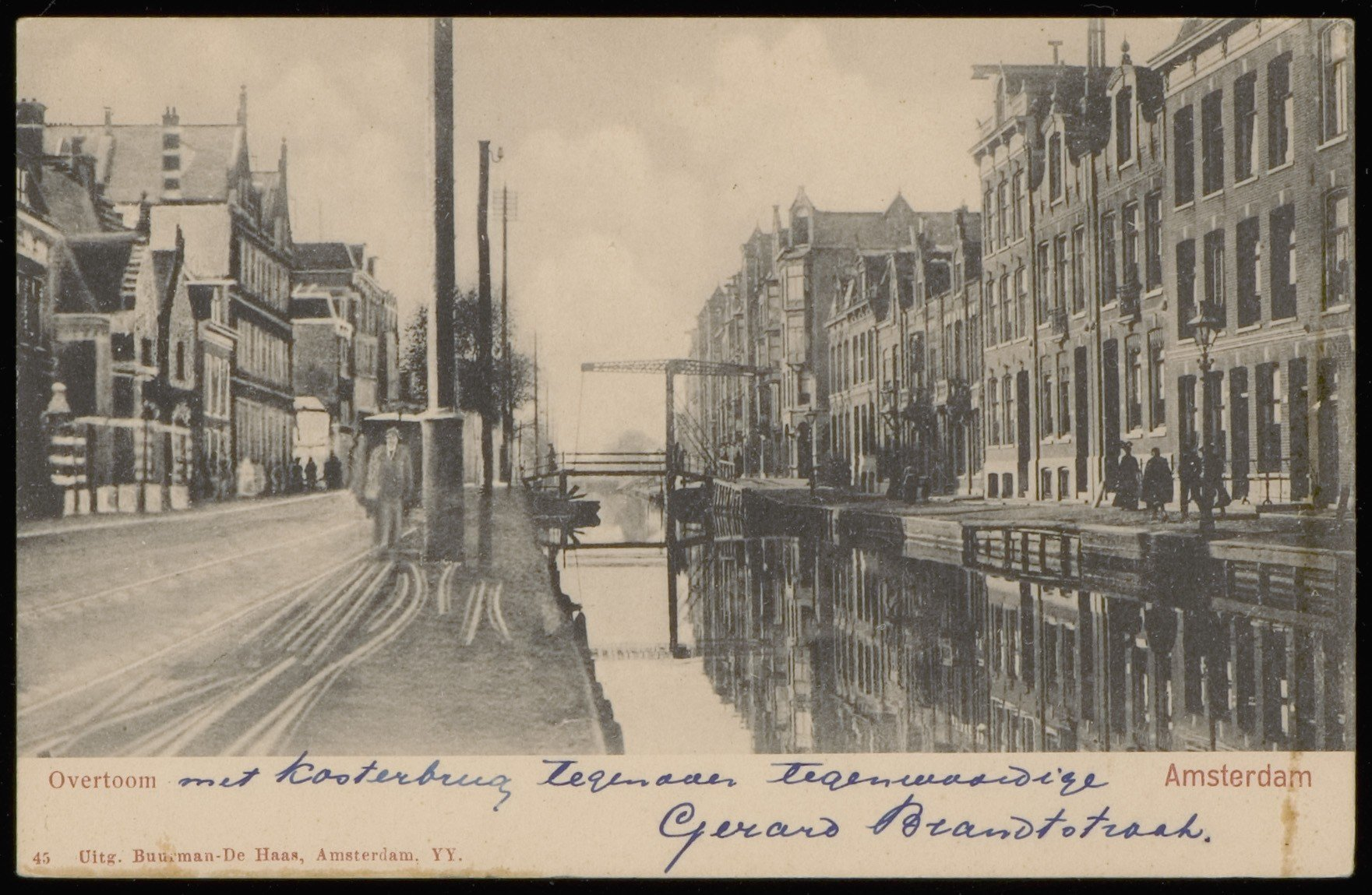
Links van de brug Overtoom 249-253 (circa 1900)

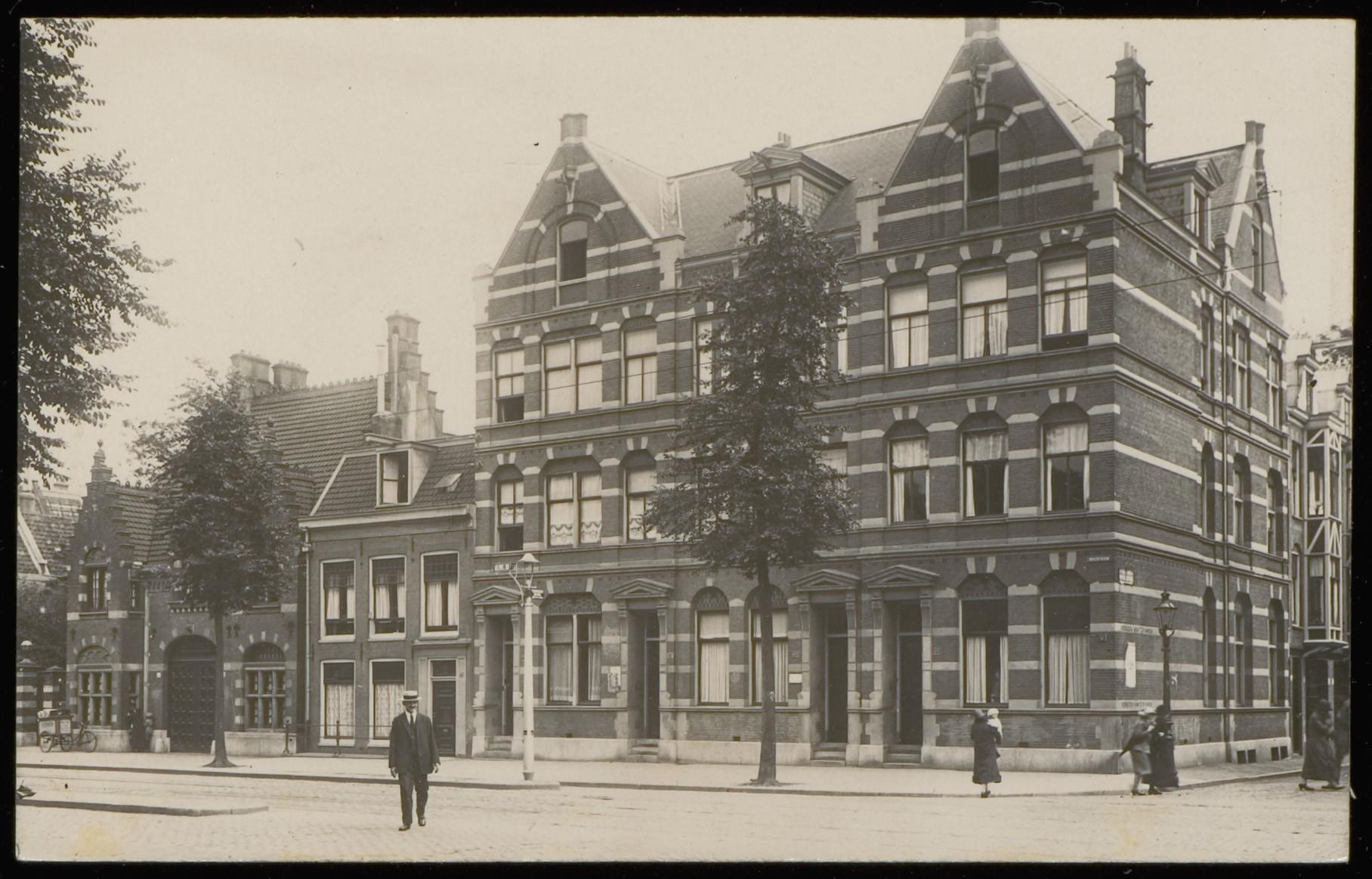
Overtoom 249-253 in circa 1926